# 陈述彭
陈述彭（1920年2月—2008年11月25日），中国地理学家、地图学家，中国科学院院士。

## 生平
1920年生于江西萍乡。长期从事地理学与地理信息系统研究，倡导并推动“数字地球”研究。1942年于浙江大学毕业，后留校任教。1980当选为中国科学院院士。长期从事地理学与地理信息系统研究，倡导并推动“数字地球”研究。2008年11月25日逝世。

## 奖项和荣誉
- 1998作为首位东方学者获得美国地理学会第四届奥﹒米纳地图科学金奖。
- 1999陈嘉庚地球科学奖香港何梁何利地球科学进步奖)
- 2001国际地图学协会最高荣誉奖
- 2001首届国际岩溶学会贡献奖
- 2001亚洲遥感贡献特别金奖

以及国际欧亚科学院首届一级院士奖章和法国地理学会荣誉会员称号。获国家和部委自然科学奖和科技进步奖三十余项。